# 斯雷伯爾納自然保護區
斯雷伯爾納自然保護區（Природен резерват Сребърна）是位於保加利亞北部的南多布羅加地區錫利斯特拉州的一個自然保護區。具體位置是錫利斯特拉以西18公里，多瑙河以南2公里，斯雷伯爾納附近。範圍主要包括了斯雷伯爾納湖（水深1米至3米）及其附近地區。這一地區是歐洲和非洲之間渡鳥的通道。自然保護區也被列入生物圏保護區。保護區內設有展示當地典型生物的博物館。1948年，斯雷伯爾納地區被列入自然保護區，1975年被列入濕地公約的保護名單。1983年，斯雷伯爾納自然保護區被列入世界自然遺產。

## 外部連結
- Official UNESCO website entry （页面存档备份，存于）
- Lake Srebarna - virtual tour
- Pelican Lake Environmental Project Centre （页面存档备份，存于）
- Life in Srebarna （页面存档备份，存于）
- danubemap.eu